# Regering-Juppé I
De regering–Juppé I (Frans: Gouvernement Alain Juppé I) was de regering van de Franse Republiek van 17 mei 1995 tot 7 november 1995.
| Ambtsbekleder                              | Ambtsbekleder           | Ambtsbekleder                  | Functie(s)                               | Ambtstermijn     | Ambtstermijn     | Partij(en) |
| ------------------------------------------ | ----------------------- | ------------------------------ | ---------------------------------------- | ---------------- | ---------------- | ---------- |
|                                            | Alain Juppé             | Alain Juppé (1945)             | Premier                                  | 17 mei 1995      | 3 juni 1997      | PRP        |
|                                            | Jean-Louis Debré        | Jean-Louis Debré (1944–2025)   | Minister van Binnenlandse Zaken          | 17 mei 1995      | 3 juni 1997      | RPR        |
|                                            |                         | Hervé de Charette (1938)       | Minister van Buitenlandse Zaken          | 17 mei 1995      | 3 juni 1997      | UDF        |
|                                            | Alain Madelin           | Alain Madelin (1946)           | Minister van Financiën                   | 17 mei 1995      | 25 augustus 1995 | UDF        |
| Minister van Economische Zaken             | Alain Madelin           | Alain Madelin (1946)           |                                          | 17 mei 1995      | 25 augustus 1995 | UDF        |
|                                            | Jean Arthuis            | Jean Arthuis (1944)            | Minister van Financiën                   | 25 augustus 1995 | 3 juni 1997      | UDF        |
| Minister van Economische Zaken             | Jean Arthuis            | Jean Arthuis (1944)            |                                          | 25 augustus 1995 | 3 juni 1997      | UDF        |
|                                            | Charles Millon          | Charles Millon (1945)          | Minister van Defensie                    | 17 mei 1995      | 3 juni 1997      | UDF        |
|                                            | Jacques Toubon          | Jacques Toubon (1941)          | Minister van Justitie                    | 17 mei 1995      | 3 juni 1997      | RPR        |
| Zegelbewaarder                             | Jacques Toubon          | Jacques Toubon (1941)          |                                          | 17 mei 1995      | 3 juni 1997      | RPR        |
|                                            |                         | Élisabeth Hubert (1956)        | Minister van Volksgezondheid             | 17 mei 1995      | 7 november 1995  | RPR        |
|                                            | Jacques Barrot          | Jacques Barrot (1937)          | Minister van Arbeid en Werkgelegenheid   | 17 mei 1995      | 3 juni 1997      | UDF        |
| Minister van Sociale Zaken                 | Jacques Barrot          | Jacques Barrot (1937)          |                                          | 17 mei 1995      | 3 juni 1997      | UDF        |
|                                            | François Bayrou         | François Bayrou (1951)         | Minister van Onderwijs                   | 29 maart 1993    | 3 juni 1997      | UDF        |
| Minister van Hoger Onderwijs en Wetenschap | François Bayrou         | François Bayrou (1951)         | 17 mei 1995                              |                  | 3 juni 1997      | UDF        |
|                                            | Bernard Pons            | Bernard Pons (1926–2022)       | Minister van Transport                   | 17 mei 1995      | 3 juni 1997      | RPR        |
| Minister van Ruimtelijke Ordening          | Bernard Pons            | Bernard Pons (1926–2022)       | 7 november 1995                          | 17 mei 1995      |                  | RPR        |
|                                            | Pierre-André Périssol   | Pierre-André Périssol (1947)   | Minister van Huisvesting                 | 17 mei 1995      | 7 november 1995  | RPR        |
|                                            | Philippe Vasseur        | Philippe Vasseur (1943)        | Minister van Landbouw en Visserij        | 17 mei 1995      | 3 juni 1997      | UDF        |
|                                            | Corinne Lepage          | Corinne Lepage (1951)          | Minister van Milieu                      | 17 mei 1995      | 3 juni 1997      | GE         |
|                                            | Jean Puech              | Jean Puech (1942)              | Minister van Publieke Diensten           | 17 mei 1995      | 7 november 1995  | UDF        |
|                                            | Jean-Jacques de Peretti | Jean-Jacques de Peretti (1946) | Minister van Overzeese Gebiedsdelen      | 17 mei 1995      | 3 juni 1997      | RPR        |
|                                            | Philippe Douste-Blazy   | Philippe Douste-Blazy (1953)   | Minister van Cultuur                     | 17 mei 1995      | 3 juni 1997      | UDF        |
|                                            | Jean-François Lamour    | Guy Drut (1950)                | Minister van Jeugd en Sport              | 17 mei 1995      | 3 juni 1997      | RPR        |
|                                            |                         | Colette Codaccioni (1956)      | Minister van Gezin                       | 17 mei 1995      | 7 november 1995  | RPR        |
|                                            | Jean Arthuis            | Jean Arthuis (1944)            | Minister voor Economische Ontwikkelingen | 17 mei 1995      | 25 augustus 1995 | UDF        |
|                                            |                         | Yves Galland (1941)            | Minister voor Industriële Zaken          | 17 mei 1995      | 7 november 1995  | UDF        |
|                                            | Jean-Pierre Raffarin    | Jean-Pierre Raffarin (1948)    | Minister voor Midden- en Kleinbedrijf    | 17 mei 1995      | 3 juni 1997      | UDF        |
|                                            | Claude Goasguen         | Claude Goasguen (1945–2020)    | Minister voor Bestuurlijke Vernieuwing   | 17 mei 1995      | 7 november 1995  | UDF        |
|                                            | Éric Raoult             | Éric Raoult (1955–2021)        | Minister voor Immigratie en Integratie   | 17 mei 1995      | 7 november 1995  | RPR        |
|                                            | François Fillon         | François Fillon (1954)         | Minister voor Telecommunicatie en Post   | 17 mei 1995      | 3 juni 1997      | RPR        |
|                                            | Françoise de Panafieu   | Françoise de Panafieu (1948)   | Minister voor Toerisme                   | 17 mei 1995      | 7 november 1995  | RPR        |
|                                            |                         | Pierre Pasquini (1921–2006)    | Minister voor Veteranenzaken             | 17 mei 1995      | 7 november 1995  | RPR        |
|                                            | Roger Romani            | Roger Romani (1934)            | Minister voor Parlementaire Betrekkingen | 17 mei 1995      | 3 juni 1997      | RPR        |